# John Lance Strother
John Lance Strother (n. 1941 ) es un botánico estadounidense, autor de numerosos estudios sobre las clasificaciones y evolución de Asteracea.

## Algunas publicaciones

### Libros
- 1999. Flora of Chiapas: Compositae - Heliantheae S.l. Parte 5. Editor Calif. Academy of Sci. 232 pp. ISBN 094022853X

- 1997. Synoptical Keys to Genera of Californian Composites. Editor Calif. Bot. Soc. 28 pp.

- 1991. Taxonomy of Complaya, Elaphandra, Iogeton, Jefea, Wamalchitamia, Wedelia, Zexmenia, and Zyzyxia (Compositae-Helianthea-Ecliptinae). Syst. botany monographs 33. Editor Am. Soc. of Plant Taxonomists, 111 pp.

- 1973. Taxonomy of Tetradymia (Compositae: Senecioneae). 74 pp.

- 1969. Systematics of Dyssodia Cavanilles Compositae: Tageteae. Univ. of California publications in botany 48. Editor Univ. of California Press, 88 pp.

- 1964. Intraspecific Variation of Anatomical Characters in Five Dicot Woods. Editor Washington Univ. Dep. of Botany. 58 pp.

- La abreviatura «Strother» se emplea para indicar a John Lance Strother como autoridad en la descripción y clasificación científica de los vegetales.[2]